# Лео Фейгин
Лео (Леонид Самуилович) Фейгин (род. 1 февраля 1938, Ленинград) — британский продюсер и радиоведущий Би-би-си, известный под псевдонимом Алексей Леонидов, основатель Leo Records.

## Биография
В 1959 году окончил Институт физической культуры имени П. Ф. Лесгафта.
В 1967 году окончил филологический факультет Ленинградского государственного педагогического института имени А. И. Герцена. До отъезда из СССР работал переводчиком с английского языка, преподавал английский язык в Ленинградском государственном педагогическом институте имени А. И. Герцена.
В 1973 году выехал из СССР в Израиль, в 1974 году был принят на работу в Би-би-си (вёл джазовые программы на Русской службе Би-би-си, рассказывал слушателям о джазовом авангарде), переехал в Лондон. Программы Алексея Леонидова (Лео Фейгина) пользовались большой популярностью в СССР, он был хорошо известен среди джазменов и просто любителей музыки в Советском Союзе.
Компания «Leo Records» была основана Лео Фейгиным, также известным под его телерадиовещательным именем Алексей Леонидов, в 1979 году. Лейбл был тесно связан с завоеванием мировой известности «Трио Ганелина» в течение 1970—1980-х годов. Благодаря Алексею Леонидову (Лео Фейгину) музыка «Трио Ганелина» передавалась на волнах Би-би-си в 1983—1984 гг.
Чтобы издать свои джазовые композиции, Сергей Курёхин в конце 1979 года написал и передал через знакомых иностранцев письмо ведущему музыкальных передач русской службы Би-би-си Фейгину. Они вступили в переписку, и через несколько месяцев Курёхин смог переправить за границу магнитофонные плёнки с записями. Он сопроводил записи указаниями, по которым пластинку следовало озаглавить «Ways of Freedom», а композициям — дать названия «Архипелаг», «Стена», «Нет выхода», «Внутренний страх», «Другой путь», которые явно отсылали к «Архипелагу ГУЛАГ», при этом порядок расположения музыкальных тем оставался на усмотрение издателя, но порядок названий должен был быть неизменным.
Фейгин издал пластинку в конце 1981 года, а чтобы не подвергать советского музыканта риску преследования, на пластинку добавили надпись о том, что сам Курёхин не несёт ответственности за её выход.
Автор книг «Russian Jazz: New Identity» (London: Quartet Books, 1985) и «All that jazz: автобиография в анекдотах» (М.: Амфора, 2009).
Мастер спорта СССР по лёгкой атлетике (прыжки в высоту, 1960).

## Семья
- Отец — Самуил Львович Фейгин (1907—1976), кандидат педагогических наук, автор книг «Производственная гимнастика в режиме рабочего дня» (пособие для методистов и инструкторов-общественников, М, 1958), «Производственная гимнастика: пособие для инструкторов-общественников» (М.: Профиздат, 1961, М.: Советская Россия 1963 и 1965), «Физическая культура и производительность труда» (Л.: Знание, 1967), сборника «Производственная гимнастика на предприятиях» (1958); участник Великой Отечественной войны, находился в плену, после освобождения был репрессирован и провёл 12 лет в ИТЛ.
- Брат — Ефим (Фима) Фейгин (англ. Fima Feigin, род. 1929), тренер-методист по бодибилдингу (Чикаго)[9][10].
- Женат. Имеет сына.